# Black Bottom

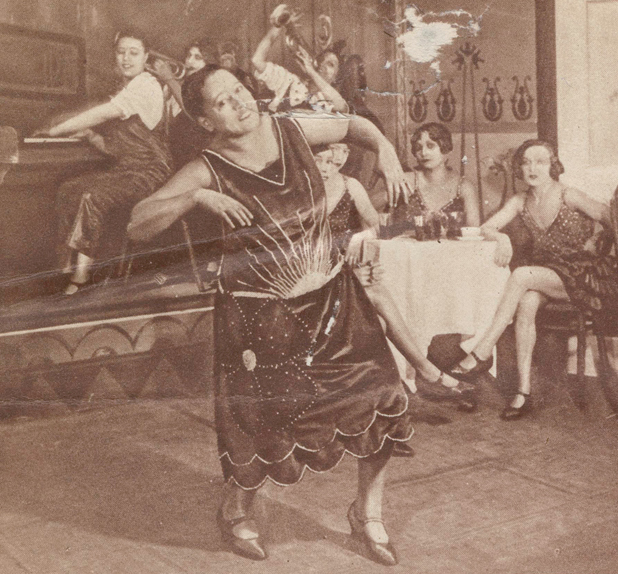
Edith Wilson balla la Black Bottom nella produzione londinese di Lew Leslie intitolata Blackbirds

La Black Bottom è un ballo diventato popolare negli anni 1920 durante l'età del jazz. Era ballata da soli oppure in coppia. Nata tra gli afroamericani nel sud rurale, la Black Bottom si diffuse sempre più nella cultura popolare americana, diventando una mania nazionale negli anni '20. Questo ballo fu reso celebre da Ann Pennington, una star delle Ziegfeld Follies, che lo eseguì in uno show di Broadway con la messa in scena da George White nel 1926.

## Storia
Questo ballo nacque a New Orleans nel primo decennio del XX secolo. Il pianista e compositore jazz Jelly Roll Morton scrisse il brano "Black Bottom Stomp", il cui titolo si riferiva all'area Black Bottom di Detroit.
Dagli spartiti originali della metà degli anni '20 sono traccia del contributo di compositori come Gus Horsley e Perry Bradford, affermando che questo ballo fu introdotto dal ballerino e coreografo afroamericano Billy Pierce. La fotografia di copertina dello spartito presenta la ballerina Stella Doyle, che si esibiva principalmente nei cabaret.
La Black Bottom era ben nota tra i neri delle zone semirurali di tutto il sud. Un ballo simile con molte variazioni veniva comunemente eseguita negli spettacoli in tenda.
La Black Bottom fu presentata nello spettacolo "Dinah" di Harlem nel 1924 e fu poi eseguita da Ann Pennington e Tom Patricola nella commedia musicale "George White's Scandals" del 1926 a Broadway, dopodiché divenne una mania nazionale. La Black Bottom superò il Charleston in popolarità e alla fine divenne il ballo più popolare. Alcuni critici di danza hanno notato che quando la Black Bottom divenne una moda nella società americana a metà degli anni '20, aveva ormai preso forme simili al Charleston. Entrambi i balli possono essere eseguiti da soli o in coppia e presentano movimenti esuberanti.
Il coreografo afroamericano Billy Pierce, a cui è attribuito lo spartito di "Black Bottom Dance" e noto per aver introdotto il ballo, era un socio del coreografo afroamericano Buddy Bradley. Lavorando nello studio di danza di Pierce a New York City, Bradley ideò le routine di danza per Tom Pericola e altri artisti di Broadway.
Anche un diverso accompagnamento musicale, composto da Ray Henderson con nuovi testi di Buddy DeSylva e Lew Brown, conquistò brevemente una risonanza a livello nazionale e fu ampiamente registrato e riprodotto. Una ricreazione di quella versione del coreografo Rod Alexander venne rappresentata nel film biografico del 1956 La felicità non si compra, interpretato da Sheree North e Jacques d'Amboise.